# Weg von den Warägern zu den Griechen

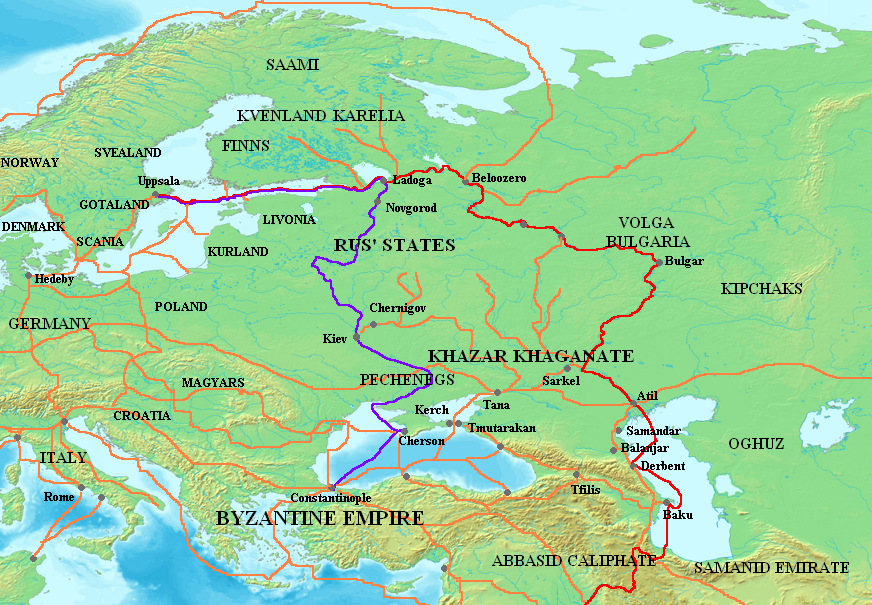
Handelswege der Waräger. Der Handelsweg nach Byzanz ist blau eingezeichnet.

Der Weg von den Warägern zu den Griechen (russisch Путь из варяг в греки) war eine von mittelalterlichen Kaufleuten und Kriegern genutzte (Handels-)Route über die Wasserwege Osteuropas. Sie verband die Ostseeregion mit dem Byzantinischen Reich. Der Weg spielte eine bedeutende Rolle bei der Ausbreitung der Herrschaft der Waräger über das von ihnen Gardarike (Reich der Burgen) genannte Gebiet der Ostslawen sowie bei der Gründung der Kiewer Rus. Ältere Wege von der Ostsee zum Mittelmeer sind als Bernsteinstraßen bekannt.

## Verlauf
Der Weg führte aus der Ostsee die Newa entlang zum Ladogasee, aus ihm über den Wolchow zum Ilmensee, dann über die Lowat. Dort wurden die Boote über eine kurze Portage zur Westlichen Dwina transportiert und die Reise ging weiter stromaufwärts. Der weitere Weg führte über die Kasplja, einen Zufluss der Westlichen Dwina, und eine weitere Portage zum oberen Dnepr am bedeutenden Handelsplatz Gnjosdowo nahe dem heutigen Smolensk. Danach konnte man nach Süden bis zum Schwarzen Meer segeln.
Parallel bestand auch ein östlicher Wasserweg über die Wolga und das Kaspische Meer nach Persien.

## Bedeutung
Anfänglich wurde dieser Weg, wie auch die parallelen Wege, von den Wikingern für Raubzüge auf wirtschaftlich und kulturell entwickelte Städte und Länder Europas und des Byzantinischen Reichs genutzt. Später wurde er zum Handelsweg zwischen Nordeuropa und Byzanz. Mit fortschreitender Erschließung dieser Route brachten die Skandinavier die anliegenden Gebiete mit slawischer Bevölkerung unter ihre Kontrolle. Die warägisch-slawische Geschichte verlief anfangs wechselvoll mit Eroberungen der Waräger und ihren erneuten Vertreibungen. Später jedoch entstanden warägisch-slawische Stadtstaaten und Fürstentümer der warägischen Rurikiden-Dynastie. Dies geschah zunächst in Nowgorod, dann in Staraja Ladoga, in Smolensk (siehe Gnesdowo) und in Kiew. Als die Herrschaftsgebiete in einen einheitlichen Staat zusammengeschlossen wurden, nahm Kiew die Rolle des Zentrums ein.
Mit der Zeit nahm die Bedeutung des Weges ab; die Zersplitterung der Rus in Fürstentümer, der Niedergang von Byzanz, die Zentralisierung Skandinaviens und schließlich der Mongolensturm setzten seiner Nutzung ein Ende.

## Medien
- Fahrt zum Schwarzen Meer (Memento vom 3. Dezember 2016 im Internet Archive): Die Goldschätze von Byzanz, Sendung in der Reihe Terra X, 2004 (Beschreibung)

## Belege
1. ↑  Wird in der deutschen Geschichtsschreibung als Übersetzung des festen russischen Begriffs verwendet, siehe Heinrich Kunstmann: Die Slaven. ihr Name, ihre Wanderung nach Europa und die Anfänge der russischen Geschichte in historisch-onomastischer Sicht. Franz Steiner, Stuttgart 1996, ISBN 3-515-06816-3, S. 216.